# Ernst A. Grandits

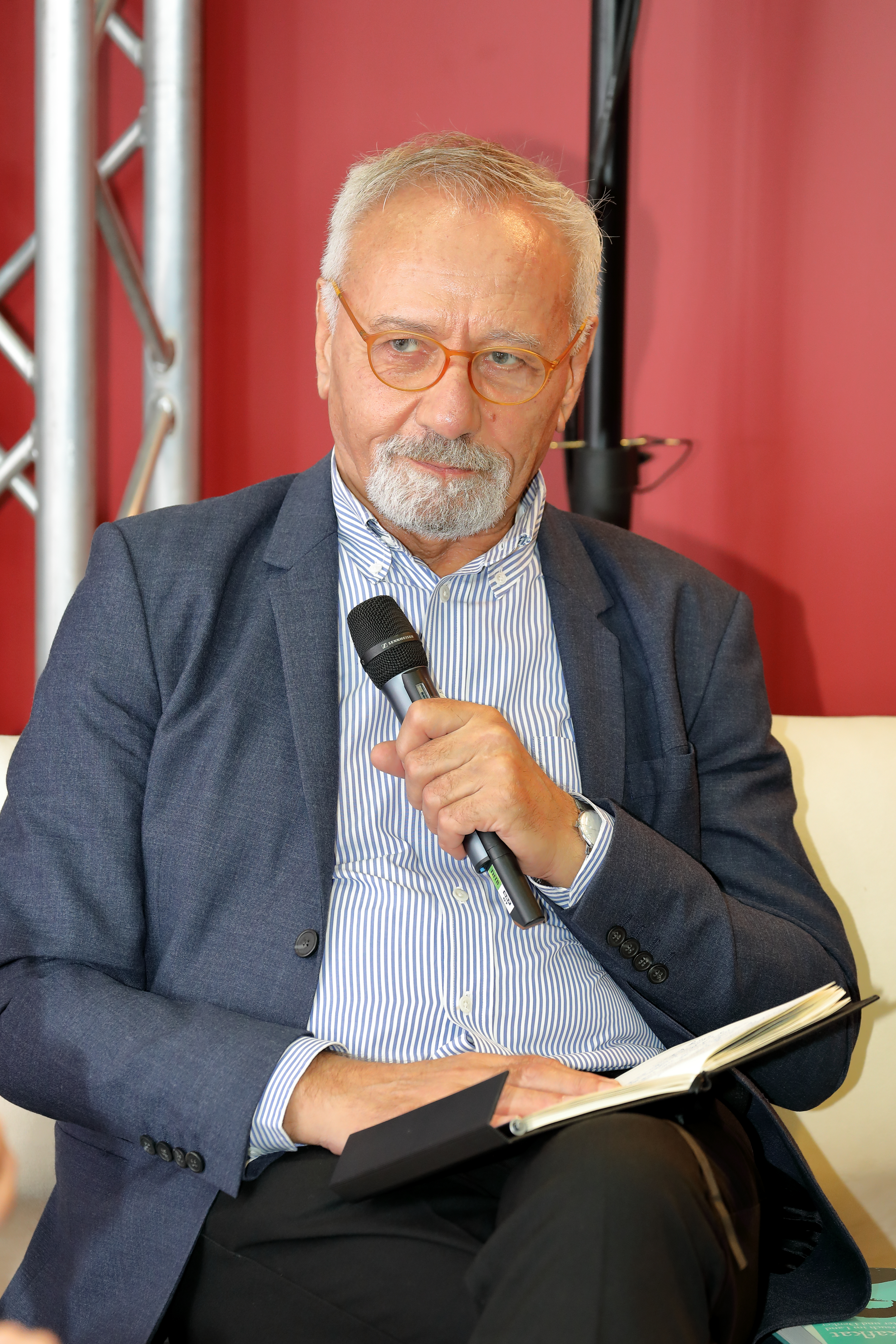
Ernst A. Grandits – Buch Wien 18

Ernst Anton Grandits (meist Ernst A. Grandits, * 28. Oktober 1951 in Wien) ist ein österreichischer Fernsehmoderator und Journalist.

## Leben
Ernst A. Grandits studierte an der Filmakademie Wien und arbeitet seit 1975 beim ORF. In Deutschland ist er vor allem bekannt durch seine Moderationen in der Sendung Kulturzeit des Senders 3sat, seine Dokumentationen und die Moderation der Verleihung des alljährlichen Ingeborg-Bachmann-Preises in Klagenfurt in den Jahren 1997 bis 2007. Von 2005 bis 2007 moderierte Ernst A. Grandits ebenfalls die „Literarische Talk-Runde“ bei den von Bernhard M. Baron initiierten Weidener Literaturtagen.
Grandits berichtete unter anderem über die Belagerung Sarajevos, die er vor Ort miterlebte. Andere seiner Dokumentationen befassen sich unter anderem mit der breitgefächerten osteuropäischen Kultur, aber auch mit (scheinbar) Beschaulichem aus Österreich, hier ist vor allem die Sendereihe Stadt-Land-Österreich zu nennen. Zudem führte er Regie bei zahlreichen Shows des Medienkünstlers André Heller.
Am 23. Dezember 2016 moderierte Ernst A. Grandits seine letzte Ausgabe der Kulturzeit, als Moderator folgte ihm Peter Schneeberger nach.
2018–2023 gestaltete E. A. Grandits für ORF III die Reihe Österreich Privat
Die Nachkriegsjahre erste Folge: Die Dokumentation widmet sich ganz den privaten Filmaufnahmen der Nachkriegszeit. Tausende Super8- und Videofilme lagern in Schachteln zu Hause bei Herrn und Frau Österreicher. Ein filmischer Schatz der österreichischen Alltagskultur, den das Filmarchiv Austria seit 2012 systematisch begonnen hat zu sichern. Mit landesweiten Suchaufrufen im Burgenland, in Niederösterreich und in Salzburg wurden bis dato über 100.000 Amateurfilme gesichert, archiviert und digitalisiert – damit wurde im Haus die größte Schmalfilmsammlung Europas aufgebaut.  ORF III bereitet in „Österreich Privat“ die Selbstzeugnisse der Amateur-Filmer auf. Von den familiären Feiern über die öffentlichen Feste, von den Reisen im eigenen Land bis zu den Fernreisen, vom Hausbau bis zu den Zeugnissen ihrer Hobbys und Passionen reicht die Palette der visuellen Selbstdarstellung. Regisseur Ernst A. Grandits arbeitete sich anhand eines Jahreszyklus von Silvester bis Weihnachten durch die filmischen Fundstücke des Filmarchiv und gibt so einen seltenen, amüsanten und aufschlussreichen Einblick in das private Österreich der Nachkriegszeit. (Text: ORF) Original-TV-Premiere Fr 26.10.2018 ORF III
Weitere Folgen 2. Fasching die närrische Zeit, 3. Die Kriegsjahre, 4./5 Unterwegs in aller Welt, 6. Weihnachten damals, 7. Urlaub im eigenen Land.